# Pièce de 1 dinar algérien
La pièce de 1 dinar est l'une des divisions du dinar algérien en circulation de type mono-métallique. Son émission a été décidée par le conseil de la monnaie et du crédit en date du 21 novembre 1994,.

## Description
Les pièces de 1 dinar sont formées d'un alliage à base d'acier inoxydable de couleur gris acier, elles ont un diamètre de 20,50 mm, une épaisseur de 1,84 mm et une masse de 4,20 g.

## Revers
Le motif principale de cette pièce est la tête d'un buffle préhistorique vu de face avec un arrière-plan inscrit de gravures rupestres, sur la partie supérieure de la pièce un double millésime hégirien et grégorien de l’année de frappe est inscrit.

## Avers
Le motif principal est le chiffre 1, inspiré d'une pointe de flèche du Néolithique inscrit à l'intérieur de la carte d'Algérie entouré par un fil circulaire avec deux mentions en arabe sur la partie supérieure de la pièce : le nom de la Banque d'Algérie (en arabe : بنك الجزائر), et le nom de l'unité nationale (en arabe : دينار) sur la partie inférieure séparés horizontalement par deux étoiles.

## Séries
Les anciennes pièces de 1 dinar sont toujours en circulation avec les nouvelles pièces, mais elles ont une autre taille de diamètre et d’épaisseur et une masse plus élevée que les nouvelles, et leur alliage est différent : les anciennes sont à base de cupronickel tandis que les nouvelles sont à base d'acier inoxydable.

### 1964
La pièce de 1 dinar de la série de 1964 est la première pièce de sa valeur qui a été mise en circulation pour la première fois le 12 juillet 1965, a son avers on voit le premier emblème de l'Algérie (2 drapeaux algériens, la main de Fatima et 3 épis de blé au centre au-dessus de l'étoile dans un croissant). Au revers il y a deux inscriptions en alphabet arabe: République algérienne démocratique et populaire (en arabe : الجمهورية الجزائرية الديمقراطية الشعبية) qui est séparé du centre de la pièce par un fil circulaire, la deuxième inscription est un dinar (en arabe : دينار واحد). Au centre il y a le chiffre « un » arabe  en variante occidentale « ١ », et au-dessus de ce chiffre  un double millésime hégirien et grégorien de l’année de frappe est inscrit.

### 1970

Pièce de 1 D.A. de 1972

La pièce a été lancée le 7 juin 1972, en 1974 on a émis vingt-cinq millions de dinars, et en 1976 on a augmenté l'émission à soixante-quinze millions de dinars. L'avers de la pièce comporte au centre un tracteur agricole avec sur son bord un paysan sur la partie inférieure de la pièce un millésime grégorien de l’année de frappe est inscrit, et des deux côtés du millésime, un épi de blé sort et est orienté vers le haut. Sur la partie supérieure une poignée de main.

### 1983
L'avers de la pièce comporte le sigle officiel choisi par la commission nationale chargée de la préparation des festivités. Le sigle contient au centre sur la partie supérieure le chiffre 20 qui réfère au 20e anniversaire de l'indépendance nationale juste au-dessous il y a un soleil et une inscription en lettres arabes pour toi, mon pays (en arabe : من أجلك يا وطني), sur la partie inférieure il y a des flammes référant sur la souffrance du pays pendant la colonisation. Le tout entouré par 20 khamsa. La série est limitée à un nombre total de quarante millions de dinars.
| \| Pièce de 1 dinars de 1983 \|                               | \| Pièce de 1 dinars de 1983 \|                               | \| Pièce de 1 dinars de 1983 \| | \| Pièce de 1 dinars de 1983 \| | \| Pièce de 1 dinars de 1983 \| |
| ------------------------------------------------------------- | ------------------------------------------------------------- | --- | --- | ------------------------------- |
|                                                               |                                                               | | |                                 |
| Avers : Sigle officiel du 20e anniversaire de l'indépendance. | Avers : Sigle officiel du 20e anniversaire de l'indépendance. | Revers : Chiffres arabes, l'indication de la valeur nominale repris sous le chiffre, en lettres arabes, le tout entouré de la mention République algérienne démocratique et populaire. | Revers : Chiffres arabes, l'indication de la valeur nominale repris sous le chiffre, en lettres arabes, le tout entouré de la mention République algérienne démocratique et populaire. |                                 |
| Masse 7 g                                                     | Alliage Cupronickel (Cu 75 % – Ni 25 %)                       | Diamètre 25 mm | Épaisseur 1,5 mm |                                 |
| Artiste(s)                                                    | Artiste(s)                                                    | Tranche Cannelée | Tranche Cannelée |                                 |
| Millésimes aucun                                              |                                                               | | |                                 |
| Pièce de 1 dinars de 1983                                     |                                                               | | |                                 |